# ByteFlight
ByteFlight ist ein von BMW in Zusammenarbeit mit Motorola, Elmos und Infineon entwickeltes Bussystem für sicherheitskritische Anwendungen in der Automotive-Technik. Das ByteFlight-System wurde bis 2007 in 7er-, 6er- und 5er-BMWs eingebaut, um zeitkritische Daten des Airbag-Systems sowie der Karosserie-Elektronik und des Chassis zu übertragen. Mit der Modellüberholung der 5er- und 6er-Baureihen (E6x) 2007 wurde ByteFlight wieder aus dem Fahrzeug entfernt und durch einen Time-Triggered CAN ersetzt. In der 2008er 7er-Baureihe (F01) wird FlexRay ByteFlight ersetzen.
ByteFlight hat eine Datenübertragungsrate von 10 Mbit/s und benutzt als Übertragungsmedium optische Polymerfasern. ByteFlight ist ein Netzwerk in Sterntopologie mit einem intelligenten Sternkoppler.
Neben der erwähnten Automobiltechnik kann ByteFlight in allen Echtzeitanwendungen mit extrem kurzen Latenzzeiten und hohem Datendurchsatz eingesetzt werden und ebenso in Umgebungen mit starker Störbeeinträchtigung.
Wie der CAN-Bus arbeitet ByteFlight auch mit einem nachrichtenorientierten Übertragungsprotokoll: Alle Nachrichten werden allen ByteFlight-Stationen zur Verfügung gestellt. Die Datenpakete (Frames) von ByteFlight ähneln den CAN-Datenpaketen, die maximale Länge des Datenfeldes liegt bei 12 Byte. Um ein vorhersagbares Echtzeitverhalten zu erreichen, arbeitet ByteFlight mit dem deterministischen Zugangsverfahren TDMA, bei dem jede angeschlossene Busstation innerhalb einer bestimmten Zeit eine definierte Zeitspanne (Timeslot) für die Datenübertragung erhält.